# 古爾露
古爾露（1682年—1745年），葡萄牙軍官、殖民者。
古爾露出生在葡屬巴西的馬拉尼昂州。
1718年，古爾露經葡萄牙國王任命為澳門總督。他乘坐船隻前往澳門，途中船長卻棄他而去，只好留在果阿。1722年，古爾露又出任葡屬東帝汶總督，保留這一頭銜直到1725年。其間，他曾受到Topasses的圍攻。